# 花吹雪 (柴田淳の曲)
「花吹雪」（はなふぶき）は、日本のシンガーソングライター・柴田淳の12作目のシングル。2006年4月19日にビクターエンタテインメントから発売された。

## 概要
- 通常盤と初回限定盤の二種リリース。初回限定盤には「花吹雪」のPVが収録されたDVD付き。
- PV監督は井上強。全編に渡り鹿島鉄道玉造町駅にて撮影されている。

## 収録曲
1. 花吹雪 [6:18]
作詞・作曲：柴田淳、編曲：重実徹
2. ひとり芝居 [5:28]
作詞・作曲：柴田淳、編曲：重実徹

DVD（初回限定盤のみ）
1. 花吹雪

## 収録アルバム
- オリジナル『月夜の雨』（2007年2月21日）

## タイアップ
| 曲名   | タイアップ                                      |
| ------ | ----------------------------------------------- |
| 花吹雪 | 日本テレビ系『THE・サンデー』エンディングテーマ |